# Таран, Игорь Петрович
Игорь Петрович Таран (укр. Ігор Петрович Таран; род. 23 мая 1971) — украинский футболист, защитник.

## Игровая карьера
Воспитанник киевского Динамо, за главную команду провёл 1 матч в Кубке Федерации футбола СССР 1989 года. В период с 1992 по 1995 гг. находился на контракте в киевском клубе. Выступал в дубле, а также отдавался в аренду.
Находясь в аренде в «Буковине», дебютировал в высшей лиге чемпионата Украины. Первый матч — 21 мая 1994 года, «Буковина» — «Металлург» (Запорожье), 2:0. Всего в высшей лиге за черновецкую команду сыграл 6 матчей. Ещё один матч в высшем дивизионе сыграл за «Николаев».
В 1996 году перешёл в любительскую команду «Факел» Варва, с которой стал победителем 4-й зоны любительской лиги чемпионата Украины, а позднее сыграл уже во второй лиге.

## Карьера в сборной
В 1995 году в составе студенческой сборной Украины выступал на Универсиаде 1995 в Янонии. По итогам турнира украинцы заняли 4-е место.